# Хуландойахк
Хуландойахк — река в России, протекает в Шаройском районе Чеченской Республики. Правый приток реки Шароаргун.

## География
Река Хуландойахк берёт начало на северо-западном склоне Снегового хребта между вершинами Диклосмта (4285 м) и Доносмта (4174 м). Течёт на запад, после слияния с рекой Харгабахк поворачивает на север. Устье реки находится в 65 км по правому берегу реки Шаро-Аргун. Длина реки составляет 15 км, площадь водосборного бассейна — 107 км².
Система водного объекта: Шароаргун → Аргун → Сунжа → Терек → Каспийское море.
На правом берегу реки расположены развалины Хуландой.

## Данные водного реестра
По данным государственного водного реестра России относится к Западно-Каспийскому бассейновому округу, водохозяйственный участок реки — Сунжа от города Грозный до впадения реки Аргун. Речной бассейн реки — Реки бассейна Каспийского моря междуречья Терека и Волги.
Код объекта в государственном водном реестре — 07020001212108200006006.

## Галерея

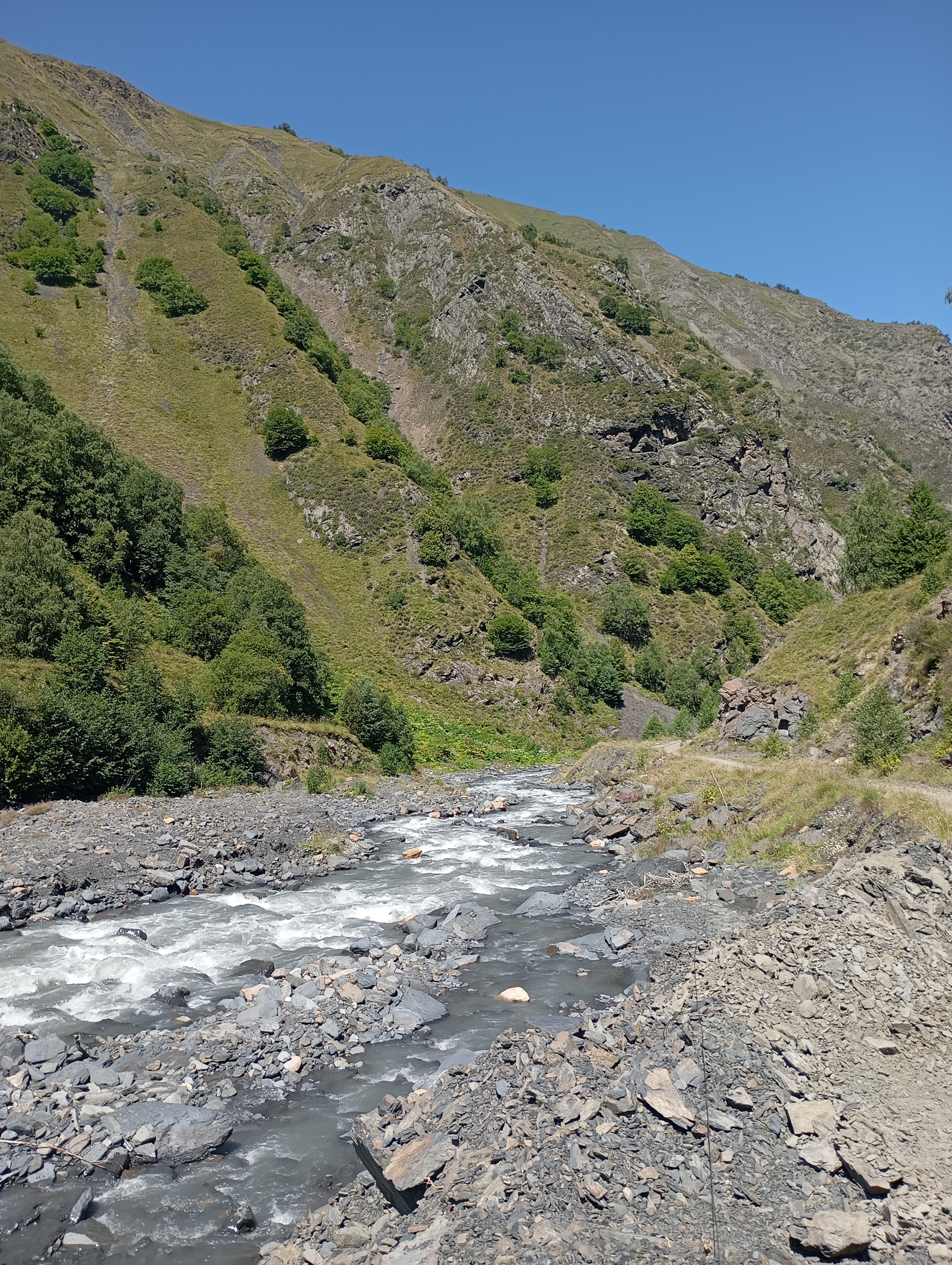
Река Хуландой, 2024 год
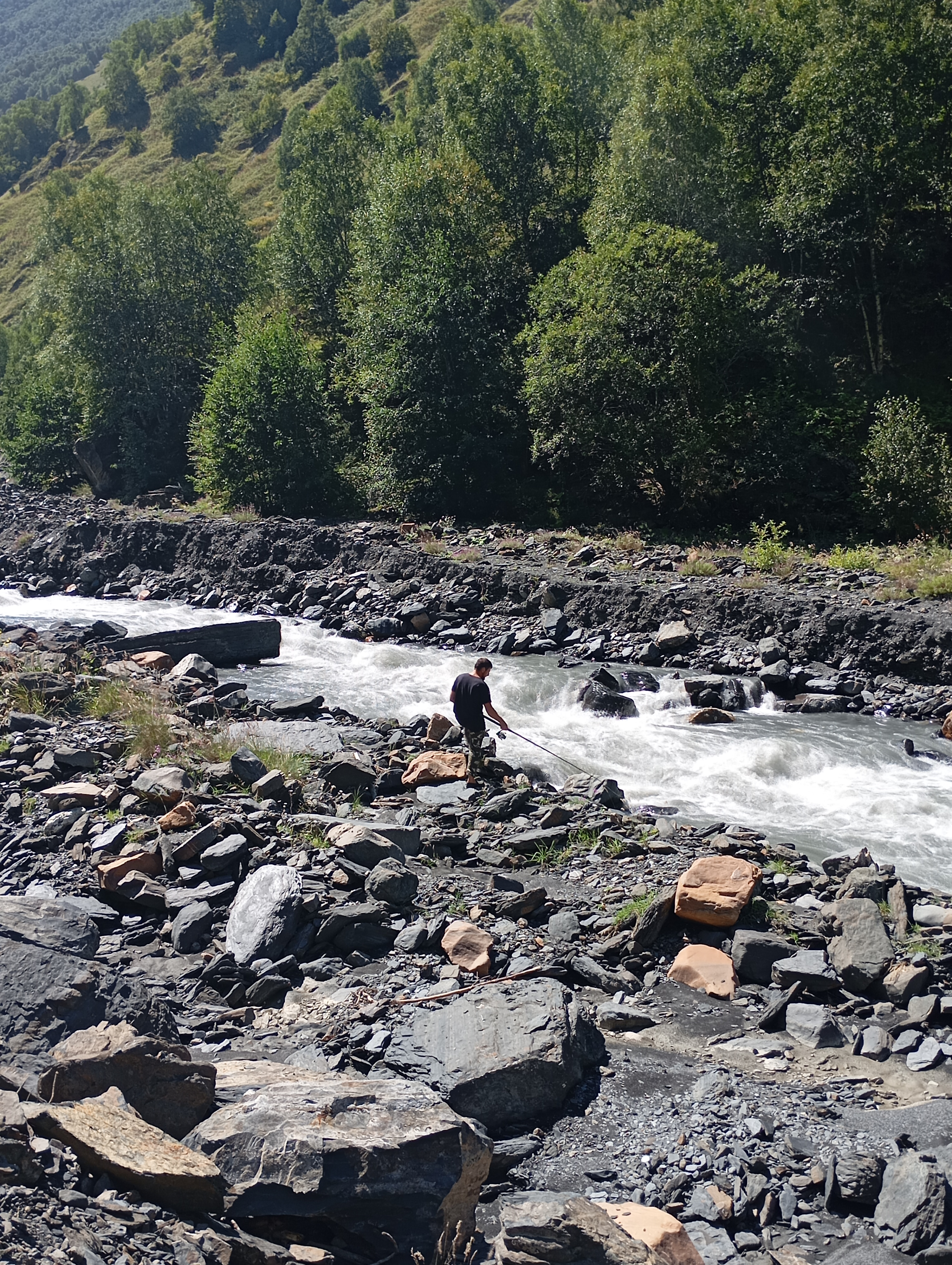
Река Хуландой